# دينا بيرش
دينا بيرش (بالإنجليزية: Dinah Birch)‏ هي ناقدة أدبية بريطانية، ولدت في 4 أكتوبر 1953.